# テレビロータリー
『テレビロータリー』は、1976年4月5日から1980年4月5日までNHK総合テレビジョンで放送されていた朝の地域情報番組である。

## 放送時間
- 月曜日 - 土曜日 7:20 - 7:35

## 出演者
- 司会
  - 長谷由子（1976年4月5日 - 1977年4月2日）
  - 内田和子（1977年4月4日 - 1978年4月1日）
  - 西依ちづる（1978年4月3日 - 1980年4月5日）[注釈 1]

## 地域別タイトル
| 放送局名 | 番組名           |
| 札幌     | 北海道の窓       |
| 首都圏   | テレビロータリー |
| 大阪     | 近畿の話題       |
| 福岡     | 話題の窓         |
| 佐賀     | 話題の窓         |
| 長崎     | 話題の窓         |
| 熊本     | 話題の窓         |
| 大分     | 話題の窓         |
| 宮崎     | 話題の窓         |
| 鹿児島   | 話題の窓         |
| 沖縄     | 話題の窓         |
| -------- | ---------------- |